# Bjarne Stoklund
Bjarne Stoklund (født 17. januar 1928 i Kolding, død 3. maj 2013) var en dansk etnolog og museumsinspektør på Frilandsmuseet mellem 1971-1996.

## Liv og karriere
Bjarne Stoklund blev født på Aalykkegade 9 i Kolding, hans forældre var adjunkt Arnold Marius Stoklund og Thekla Emilie Pedersen. Forældrene var blevet gift i byens gamle Sankt Nikolai Kirke i oktober 1921.
Fra 1958 til 1971 var Bjarne Stoklund museumsinspektør på Frilandsmuseet i Sorgenfri og fra 1971 til 1996 professor i europæisk etnologi (omdøbt fra "Materiel Folkekultur") ved Københavns Universitet.
Bjarne Stoklund har skrevet et stort antal artikler og bøger dels om etnologiens metoder og faghistorie, dels om faglige emner så som forholdet mellem bebyggelse og kulturlandskab, om dansk og nordatlantisk byggeskik, om dansk fiskeri i middelalder og renæssance med mere. Han var fra 1984 hovedredaktør af det internationale tidsskrift "Ethnologia Europaea".
Stoklund blev indvalgt i Videnskabernes Selskab i 1991.

## Forfatterskab
- Bjarne Stoklund: "Kalvehavehuset. Et sydsjællandsk landhåndværkerhus på Frilandsmuseet" (Budstikken 1960, s. 67-90)
- Bjarne Stoklund: "Bondegård og byggeskik" (i: Turistårbogen 1968)
- Bjarne Stoklund: "Europæisk etnologi mellem Skylla og Charybdis" (Fortid og Nutid, bind XXIV, 1971), s. 659-674)
- Bjarne Stoklund: "Ploven og Pennen" (kronik i Skalk 1978 nr. 6, s. 18-27)
- Bjarne Stoklund: "Båndkæppeskoven" (kronik i Skalk 1979 nr. 4, s. 18-25)
- Jørgen Steen Jensen og Bjarne Stoklund: "Skatten fra Læsø" (Skalk 1984 nr. 4, s. 3-9)
- Bjarne Stoklund: Huset og skoven. Et sjællandsk husmandshus og dets beboere gennem 300 år; Wormanium, Århus 1980; ISBN 87-85160-69-5
- Bjarne Stoklund: "Menneskeskabt hede" (kronik i Skalk 1987 nr. 2, s. 18-27)
- Bjarne Stoklund: "Enkeltgårdslandskaber, skov- og hedebygder" (Kulturhistorien i planlægningen. De kulturhistoriske interesser i landskabet; Miljø- og Energiministeriet, Skov- og Naturstyrelsen, 1996, s.61-78)
- Bjarne Stoklund: "Det færøske hus i kulturhistorisk belysning" (Færoensia, vol. 14, 1996)
- Bjarne Stoklund: "Bondebygninger og folkekarakter. Striden om "den etnografiske grænse" mellem dansk og tysk 1840-1940" (i: Bjarne Stoklund (red.): Kulturens nationalisering. Et etnologisk perspektiv på det nationale; København 1999)
- Bjarne Stoklund: Bondefiskere og strandsiddere. Studier over de store sæsonfiskerier 1350-1600; Landbohistorisk Selskab 2000; ISBN 87-7526-161-8
- Bjarne Stoklund: "Bondebygninger og folkekarakter. Striden om "den etnografiske grænse" mellem dansk og tysk 1840-1940" (Kulturens nationalisering: Et etnologisk perspektiv på det nationale); Museum Tusculums Forlag, Københavns Universitet, 2002, s.48-65 ISBN 87-7289-541-1
- Bjarne Stoklund: "Tingenes kulturhistorie: etnologiske studier i den materielle kultur" (Etnologiske studier, bind 7, 2003)

### På internettet
- Bjarne Stoklund: "Bonde og fisker, lidt om midderalderlige sildefiskeri og dets udøvere" (Handels- og Søfartsmuseets årbog 1959; s. 101-122) Arkiveret 10. januar 2015 hos  Wayback Machine
- Bjarne Stoklund: Bondegård og byggeskik; DHF, København 1969; Arkiveret 19. september 2016 hos  Wayback Machine ISBN 87-7423-002-6
- Bjarne Stoklund: "Tømmerskuderne fra Læsø" (Handels- og Søfartsmuseets årbog 1972; s. 153-198) (Webside ikke længere tilgængelig)
- Bjarne Stoklund: "Dyrkningssystemer og kulturforskning" (Fortid og Nutid, 1984; s. 293-302) Arkiveret 14. marts 2016 hos  Wayback Machine
- Bjarne Stoklund: "Gensyn med Pebringegården" (Fortid og Nutid, 1986; s. 303-310) (Webside ikke længere tilgængelig)
- Bjarne Stoklund: "Fra center til periferi" (Nordatlantiske foredrag 1990, s. 54-62) Arkiveret 4. marts 2016 hos  Wayback Machine
- Bjarne Stoklund: "Ryttergårde og byggeskik. En kritisk kommentar" (Fortid og Nutid, september 2006, s. 221-231) (Webside ikke længere tilgængelig)